# Nostoc
Nostoc é um gênero de cianobactéria encontrado em diferentes ambientes o qual forma colônias compostas de filamentos de células moniliformes (semelhantes a um colar) em um invólucro gelatinoso.
Nostoc pode ser encontrada no solo, em rochas úmidas, na base de lagos e nascentes (água doce e salgada), e raramente em habitats marinhos. Ela pode crescer simbioticamente dentro de tecidos de plantas, como no gênero Gunnera ou na divisão Anthocerotophyta, fornecendo nitrogênio para seu hospedeiro através de células terminais diferenciadas, conhecidas por heterocistos. Estas bactérias possuem pigmentos fotossintéticos em seu citoplasma para fazer fotossíntese.

## Espécies

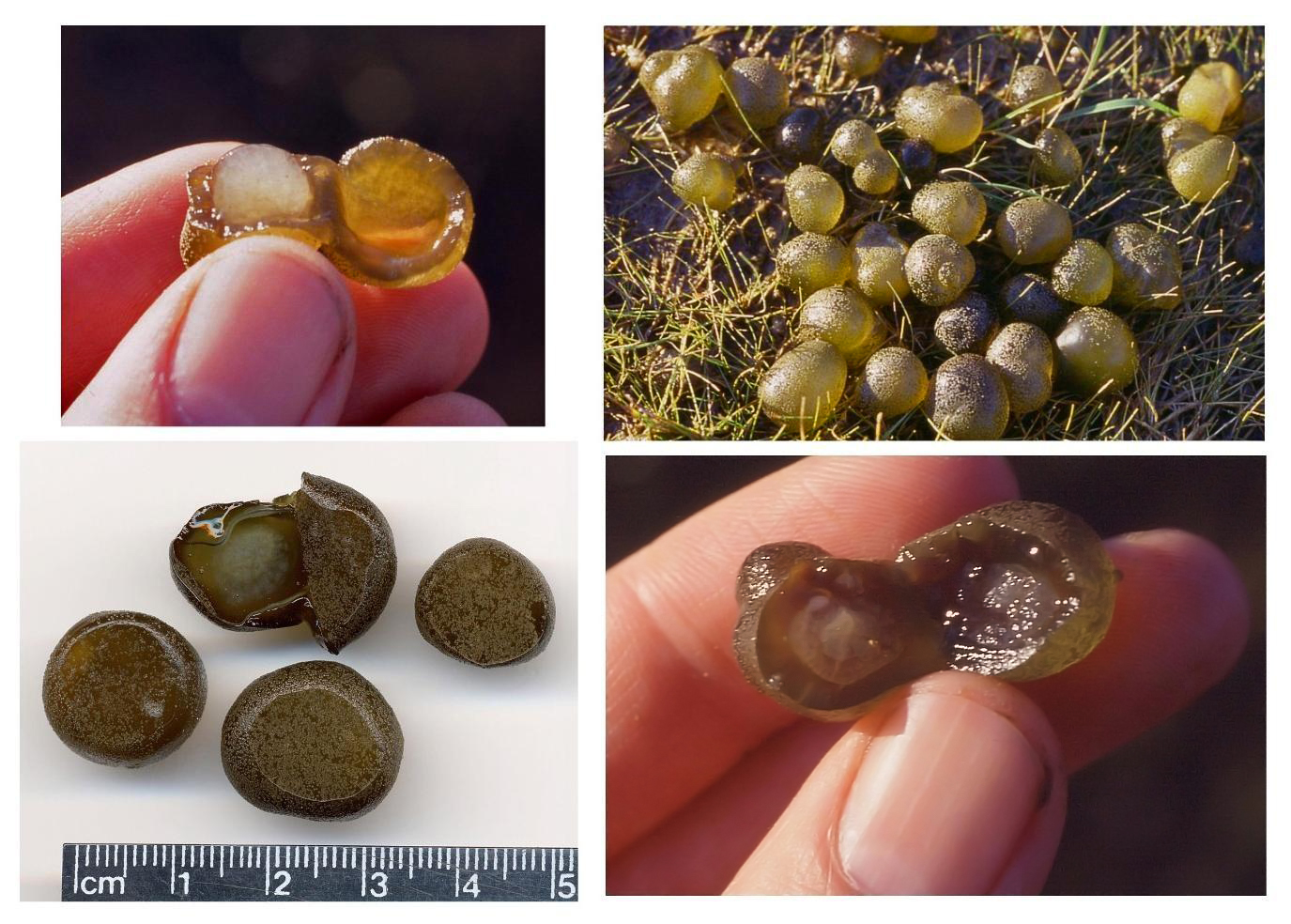
Nostoc pruniforme

Nostoc é um membro da família Nostocaceae da ordem Hormogonales. Inclui as espécies:
- N. azollae
- N. caeruleum
- N. carneum
- N. comminutum
- N. commune, Koxianmi (Chinese)[1]
- N. ellipsosporum
- N. flagelliforme
- N. linckia
- N. longstaffi
- N. microscopicum
- N. muscorum
- N. paludosum
- N. pruniforme
- N. punctiforme
- N. sphaericum
- N. sphaeroides
- N. spongiaeforme
- N. verrucosum